# Tipula kuatunensis
Tipula kuatunensis är en tvåvingeart som beskrevs av Alexander 1941. Tipula kuatunensis ingår i släktet Tipula och familjen storharkrankar. Inga underarter finns listade i Catalogue of Life.